# Mall (sång)
Mall (längtan) är en sång framförd av den albanska rocksångaren Eugent Bushpepa. Med låten ställde han upp i Festivali i Këngës 56 i december 2017. Med bidraget lyckades han vinna festivalen och bidraget kom därmed att representera Albanien i Eurovision Song Contest 2018 i Portugals huvudstad Lissabon.
Mall är både komponerad och skriven av Bushpepa själv, som skrev låten när han var bortrest från sin fästmö för att beskriva den längtan efter henne han upplevde.
Med sången deltog Bushpepa i den första semifinalen från vilken han gick vidare till final efter att ha slutat på 8:e plats. Detta innebar första gången sedan 2015 som ett albanskt bidrag tog sig till finalen. I finalen tilldelades bidraget 184 poäng vilket räckte till en 11:e plats, Albaniens tredje bästa placering dittills.